# Gilberto dos Reis

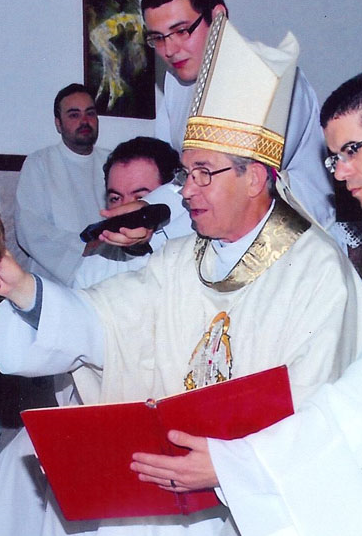
Gilberto Délio Gonçalves Canavarro dos Reis (2012)

Gilberto Délio Gonçalves Canavarro dos Reis (* 27. Mai 1940 in Vreia de Bornes, Portugal) ist ein römisch-katholischer Geistlicher und emeritierter Bischof von Setúbal.

## Leben
Gilberto Délio Gonçalves Canavarro dos Reis empfing am 21. Dezember 1963 das Sakrament der Priesterweihe für das Bistum Vila Real.
Am 29. Oktober 1988 ernannte ihn Papst Johannes Paul II. zum Titularbischof von Elephantaris in Mauretania und bestellte ihn zum Weihbischof in Porto. Der Bischof von Vila Real, António Cardoso Cunha, spendete ihm am 12. Februar 1989 die Bischofsweihe; Mitkonsekratoren waren der Weihbischof in Braga, Joaquim Gonçalves, und der Bischof von Porto, Júlio Tavares Rebimbas. Johannes Paul II. ernannte ihn am 23. April 1998 zum Bischof von Setúbal.
Papst Franziskus nahm am 24. August 2015 seinen altersbedingten Rücktritt an.